# Berea (Virginia Occidental)
Berea es un área no incorporada ubicada dentro del Distrito Unión, una división civil menor del condado de Ritchie, Virginia Occidental, Estados Unidos. Está catalogada como un asentamiento humano por la Junta de Nombres Geográficos de los Estados Unidos.
El número de identificación (ID) asignado por el Servicio Geológico de Estados Unidos es 26327.

## Geografía
Se encuentra a una altitud de 229 m s. n. m. (751 pies) según el conjunto de datos de elevación nacional.